# Morze Adriatyckie
Morze Adriatyckie lub Adriatyk (alb. Det(i) Adriatik, serb. i chorw. Jadransko more, Jadran, słoweń. Jadransko morje, Jadran, wł. Mare Adriatico) – północne odgałęzienie Morza Śródziemnego. Oddziela półwyspy Apeniński od Bałkańskiego.
Nazwa morza pochodzi od nazwy starożytnego portu morskiego Hadria (obecnie Adria) założonego przez Etrusków na jego północnym wybrzeżu, na obszarze dzisiejszych Włoch.
Amplituda pływów wynosi około 90 cm (średnia dla całego Morza Śródziemnego to około 27 cm). Prądy powierzchniowe są powodowane przez wiatry północne. Amplituda temperatur jest bardzo niska.

## Geografia

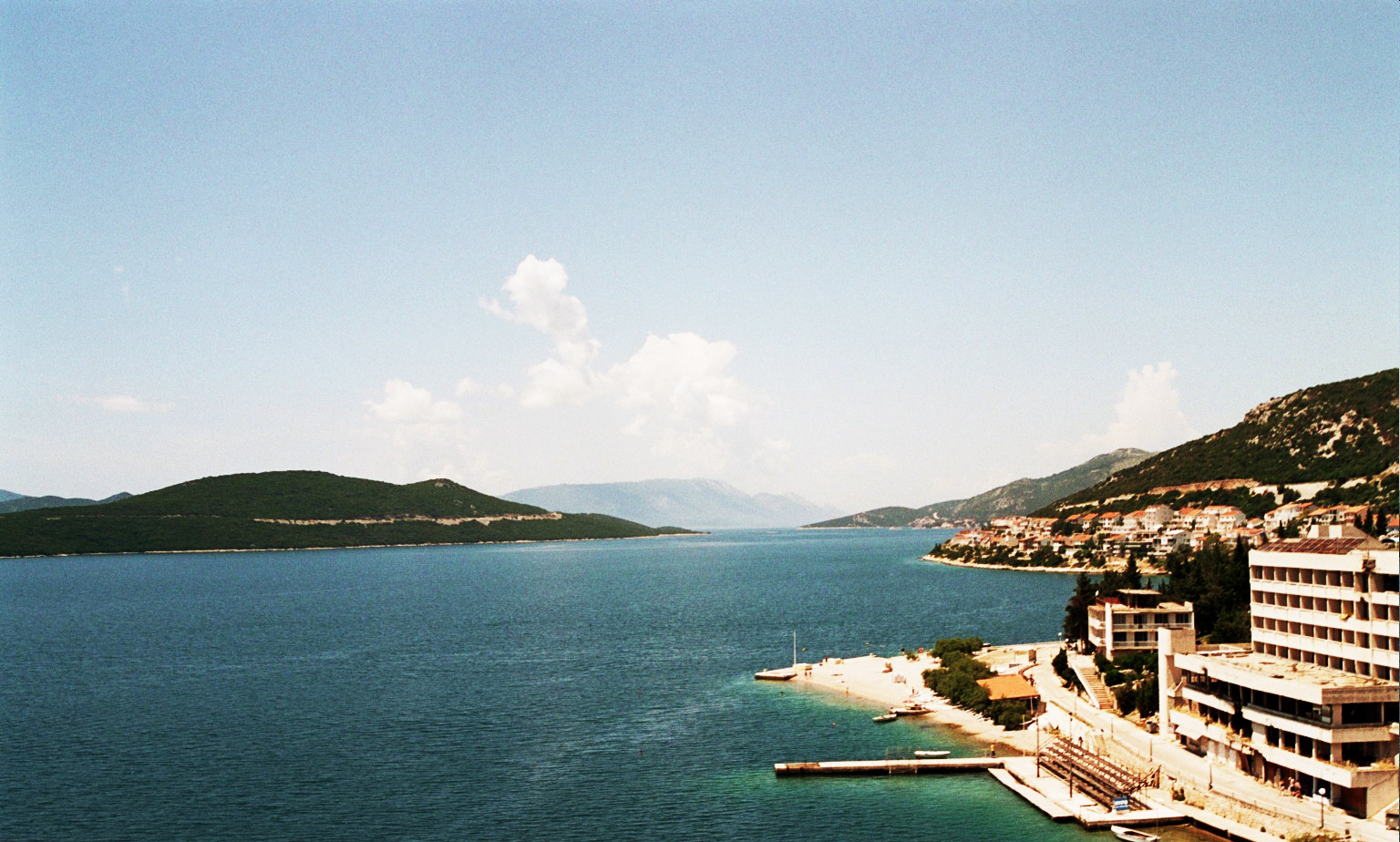
Okolice Neumu

Morze Adriatyckie zajmuje przestrzeń pomiędzy Półwyspem Apenińskim a północną częścią Półwyspu Bałkańskiego. Granica południowa z Morzem Jońskim jest umowna. Jest nią linia pomiędzy Butrintem w Albanii, poprzez północne wybrzeża Korfu do przylądka Santa Maria di Leuca we Włoszech.
Do Morza Adriatyckiego uchodzą rzeki: Adyga, Buna, Cetina, Krka, Socza, Piawa, Reno, Tagliamento, Brenta, Pad i Neretwa. Bardzo dobrze rozwinięte jest rybołówstwo. Dominują połowy sardynek, makreli, tuńczyków.

### Główne porty
- Triest
- Wenecja
- Rawenna
- Ankona
- Bari
- Koper
- Rijeka
- Zadar
- Split
- Dubrownik
- Bar
- Durrës
- Biograd na Moru

### Wyspy na Morzu Adriatyckim
Charakterystyczną cechą Morza Adriatyckiego jest występowanie wzdłuż wybrzeża chorwackiego około 1200 wysp, z czego 69 jest zamieszkanych. Ten typ wybrzeża nazywa się wybrzeżem dalmatyńskim. Głównymi wyspami są:
- Krk
- Cres
- Lošinj
- Rab
- Pag
- Dugi Otok
- Kornati
- Murter
- Zlarin
- Šolta
- Brač
- Hvar
- Korčula
- Lastovo
- Mljet
- Vis
- Pašman